# Skirlaugh
Skirlaugh – wieś w Anglii, w hrabstwie East Riding of Yorkshire. Leży 12 km na północ od miasta Hull i 259 km na północ od Londynu. W 2001 miejscowość liczyła 1543 mieszkańców.